# 만수여자중학교
만수여자중학교(萬壽女子中學校)는 대한민국 인천광역시 남동구 만수동에 있는 공립 중학교이다.

## 학교 연혁
- 1987년 3월 1일 : 개교(1학년 10학급 인가)
- 1987년 3월 1일 : 초대 서경임 교장 취임
- 1990년 2월 15일 : 제1회 졸업식(467명)
- 2002년 9월 31일 : 학교 급식소 개소식
- 2003년 2월 15일 : 신관 건물 준공
- 2003년 9월 26일 : 도서관(하늘정원) 개소식
- 2004년 11월 8일 : 강당(하늘마당) 준공
- 2004년 11월 24일 : 어울림 마당(미디어 센타) 준공
- 2005년 4월 11일 : 하늘마당, 어울림마당, 연혁관 개관
- 2022년 9월 1일 : 제13대 유정숙 교장 부임
- 2024년 1월 9일 : 제35회 졸업식(졸업생 197명, 누계 14,068명)

## 참고 자료
- 만수여자중학교 - 한국교육학술정보원 학교알리미